# Condado de Casa Bayona
El condado de Casa Bayona es un título nobiliario español creado por real decreto, firmado en San Lorenzo el 19 de agosto y el subsiguiente Real Despacho de 19 de octubre de 1721, del rey Felipe V, con el vizcondado previo de San Blas a favor de José de Bayona y Chacón, Fernández de Córdova y Castellón.
Su denominación hace referencia al apellido del primer titular, quien es también el fundador del señorío y la ciudad condal de Santa María del Rosario, vinculado a dicho título.

## Condes de Casa Bayona
|                                   | Titular                                                                        | Periodo               |
| Creación por Felipe V             | Creación por Felipe V                                                          | Creación por Felipe V |
| --------------------------------- | ------------------------------------------------------------------------------ | --------------------- |
| I                                 | José de Bayona y Chacón, Fernández de Córdova y Castellón                      | 1721-1759             |
| II                                | Francisco José Chacón y Torres, Castellón y Bayona                             | 1765-1779             |
| III                               | José María de Jesús Domingo Francisco Javier Chacón y Herrera, Torres y Chacón | 1782-1838             |
| IV                                | José María Luis de Jesús Chacón y Calvo de la Puerta, O’Farrill y Peñalver     | 1839-1861             |
| V                                 | Francisco Luis de Jesús Chacón y Herrera, Calvo de la Puerta y de la Barrera   | 1862-1896             |
| Rehabilitado por Francisco Franco |                                                                                |                       |
| VI                                | José María del Rosario Chacón y Calvo, Álvarez-Calderón y Cárdenas             | 1953-1969             |
| VII                               | Juan Tomás O'Naghten y Arango, Bachiller y Arango                              | 1976-1989             |
| VIII                              | Juan Tomás Miguel O'Naghten y Chacón, Arango y Jorge                           | 1991-2020             |
| IX                                | Eduardo Fausto Martínez Du Bouchet                                             | 2020-actual titular   |

## Historia de los condes de Casa Bayona
- José de Bayona y Chacón, Fernández de Córdova y Castellón (La Habana, 21 de julio de 1676-La Habana, 11 de enero de 1759), I conde de Casa Bayona.[3]

Casó dos veces, la primera el 26 de mayo de 1698, en la parroquia Mayor de San Cristóbal de la ciudad de La Habana, con su prima hermana, por su rama materna, Luisa Chacón y Castellón, Castellón y Mexías; en segundas nupcias el 10 de junio de 1731, en la misma parroquia habanera, con su sobrina nieta (y sobrina carnal de su primera mujer), María Josefa Teresa Chacón y Torres, Castellón y Bayona, sin descendencia de ambos matrimonios. Le sucedió su sobrino-nieto y cuñado:
- Francisco José Chacón y Torres, Castellón y Bayona (La Habana, 2 de abril de 1712-La Habana, 25 de diciembre de 1779), II conde de Casa Bayona.[4]

Casó, en la parroquia de Santa María del Rosario el 7 de marzo de 1744 con su sobrina, Mariana Josefa Tomasa Herrera y Chacón, Berrio y Torres, hija del IV marqués de Villalta. Le sucedió su hijo:
- José María de Jesús Domingo Francisco Javier Chacón y Herrera, Torres y Chacón (La Habana, 29 de abril de 1756-La Habana, 14 de junio de 1838), III conde de Casa Bayona.[4]

Casó, en la parroquial de San Cristóbal de La Habana el 17 de febrero de 1772, con su prima-hermana María Catalina Josefa María de los Dolores O’Farrill y Herrera, Arriola y Chacón. Le sucedió su nieto:
- José María Luis de Jesús Chacón y Calvo de la Puerta, O'Farrill y Peñalver (La Habana el 19 de agosto de 1801-Madrid, 30 de agosto de 1861), IV conde de Casa Bayona. Era hijo de Francisco de Paula, José María de Jesús Juan Nepomuceno Chacón y O'Farrill, que falleció antes que su padre, el III conde de Casa Bayona, y de María Catalina Josefa Nepomucena Calvo de la Puerta y Peñalver.[6]

Casó en La Habana, parroquia del Espíritu Santo, el 8 de septiembre de 1823,con María de la Concepción Herrera y de la Barrera, Pedroso y Espinosa de Contreras. Le sucedió su hijo:
- Francisco Luis de Jesús Chacón y Herrera, Calvo de la Puerta y de la Barrera (La Habana, 12 de junio de 1833-Santa María del Rosario, 6 de agosto de 1896), V conde de Casa Bayona.[6]

Casó en La Habana, parroquia del Espíritu Santo, el 4 de mayo de 1863 con su prima María de la Asunción Jacinta del Rosario Guadalupe de Jesús Álvarez-Calderón y Chacón, Késsel y Calvo de la Puerta. A su fallecimiento, el título quedó vacante, hasta que es rehabilitado en 26 de junio de 1953, por su nieto:
- José María del Rosario Chacón y Calvo, Álvarez-Calderón y Cárdenas (Santa María del Rosario, 28 de octubre de 1892-El Vedado, La Habana, 8 de noviembre de 1969), VI conde de Casa Bayona,[7][8] Era hijo de Francisco de Paula Chacón y Álvarez-Calderón Herrera y de María de las Mercedes Calvo de la Puerta y Cárdenas.[9] Soltero y sin descendencia, sucedió:

En línea de sucesión:
- María Catalina Chacón y Herrera (La Habana, 14 de julio de 1747- ), hermana del III Conde de Casa Bayona, casó en La Habana el 16 de septiembre de 1764, con Juan Bautista Beltrán de Santa Cruz y Coca, tuvieron por hija a: 
- Francisca Beltrán de Santa Cruz y Chacón (La Habana, b. 21 de noviembre de 1774- ) casó en La Habana el 14 de noviembre de 1792, con José Mariano de Cárdenas López, tuvieron por hija a: 
- María del Rosario de Cárdenas Beltrán de Santa Cruz (La Habana, b. 18 de agosto de 1811- ), casó, en la parroquia del Ascenso de Nuestra Señora de la Asunción de Guanabacoa el 14 de julio de 1836, con Pedro Mantilla Roustán de Estrada, tuvieron por hija a: 
- Rosario Mantilla y Cárdenas (Guanabacoa, La Habana, b. 4 de noviembre de 1837- ), casó, Espíritu Santo, La Habana, el 29 de octubre de 1860, con Julián de Arango y Quesada, tuvieron por hija a: 
- Rita María del Rosario Tomasa Filomena Mercedes Lorenza de Arango y Mantilla (Guanabacoa, La Habana, 10 de agosto de 1861), casó, en la parroquia del Ascenso de Nuestra Señora de la Asunción de Guanabacoa el 18 de febrero de 1878, con su primo-hermano Domingo Francisco Miguel de Regla de Arango y Herrera (Guanabacoa, La Habana, 5 de julio de 1858-7 de mayo de 1924), II Marqués de la Gratitud, tuvieron por hija a: 
- Rita María de los Dolores Antonina de Nuestra Señora del Sagrado Corazón de Jesús de Regla de Arango y Arango (La Habana, 10 de mayo de 1901-Coral Gables, Florida, 8 de febrero de 1980), casó el 25 de enero de 1922, con Juan Tomás Gabriel Benito de O’naghten y Bachiller (La Habana en 1890-), tuvieron por hijo a:
- Juan Tomás Domingo del Sagrado Corazón de Jesús O'Naghten y Arango, Bachiller y Arango (La Habana, 11 el 28 de noviembre de 1922-Coral Gables, Florida (Estados Unidos), 19 de abril de 1989), VII conde de Casa Bayona,[14] y  VIII conde de Gibacoa.

Casó  en La Habana, el 28 de noviembre de 1951, con Dulce María Paula Marta del Carmen Chacón y Jorge, Mariño y Rodríguez, princesa de Torremuza y duquesa de Sorrentino. Le sucedió su hijo:
- Juan Tomás Miguel O'Naghten y Chacón, Arango y Jorge (Vedado, La Habana, 3 de agosto de 1955), VIII conde de Casa Bayona,[15] VI marqués de la Gratitud, conde de Gagliano y barón de Dorili (títulos napolitanos).

Casado en Miami, el 29 de diciembre de 1983, con Mariana Jorge y de Sosa, V marquesa de Santa Olalla. Le sucedió, en trámite de ejecución de sentencia:
En línea de sucesión:
- María Luisa Chacón y Calvo de la Puerta, O'Farrill y Peñalver (La Habana, 25 de abril de 1803-La Habana, 1 de diciembre de 1858), hermana del IV Conde de Casa Bayona, casó, en la Parroquia de Tapaste el 9 de mayo de 1824, con José María Cadaval y Correa, (Tuy, Galicia, España, 28 de octubre de 1787 - Isla de Pinos, Cuba, 4 de junio de 1854), tuvieron por hijo a:
- Manuel Isidro de Jesús Cadaval y Chacón (La habana, 2 de enero de 1833-), casó en la Catedral de La Habana el 24 de noviembre de 1859, con Juana Francisca Martí y Agüero (Puerto Príncipe, Cuba), fue su hija:
- María de la Caridad Margarita del Carmen Cadaval Martí (La habana, 10 de junio de 1875-La Habana, 5 de octubre de 1959), casó en La Habana, el 24 de febrero de 1897 con el Dr. Nicolás Du Bouchet y de la Vallina, fueron padres de:
- María Julia de la Caridad Du Bouchet Cadaval (La Habana, 1 de enero de 1915-Miami, Florida, 15 de febrero de 1992), casó en La Habana, 19 de diciembre de 1938, con Arturo Isidoro Martínez Hernández, son los padres de:
- Eduardo Fausto Martínez Du Bouchet, Cadaval Hernández (La Habana, 16 de julio de 1941), actual IX conde de Casa Bayona,[19] X marqués de Arcos y VIII conde de Santa María de Loreto.

Casó, Nueva York en 1971, con Ada María Pérez-Daple, tienen por hijos a:
- Eduardo Martínez Pérez-Daple
- Raquel Martínez Pérez-Daple